# توران فرهت
توران فرهت هنرمند ایرانی زاده ۱۳۲۶ شهر لاهیجان است.

## زندگی
توران فرهت در شهر لاهیجان به دنیا آمد. پدرش پس از اتمام تحصیل به شرکت نفت پیوست و به آبادان مهاجرت کرد. او دارای سابقه قهرمانی ژیمناستیک استان و گویندگی رادیو است. زندگی حرفه ای و تحصیلی خود را در تهران ادامه داد. او دانش‌آموخته کارشناسی نقاشی و کارشناسی ارشد ارتباطات تصویری از دانشگاه معماری و هنر پارس است.

## حرفه
در سال ۱۳۸۱ «گالری هنری فرهت» را در خیابان حافظ تهران تأسیس کرد و سالها به برگزاری کارگاه، نمایشگاه و دوره‌های آموزشی تخصصی گذراند. وی کتاب مجموعه آثارش را در سال ۱۳۹۰ منتشر کرده‌است.

## ویژگی آثار نقاشی
گزارشگر هنری روزنامه همشهری در خصوص آثار توران فرهت اینچنین می‌گوید که:
توران فرهت از لحاظ سبک کار، خود را محدود به سبک خاصی نکرده و در میان آثارش سبکهای انتزاعی، کوبیسم، امپرسیونیسم، رئالیسم و اکسپرسیونیسم نمایان است.
خبرگزاری شبستان در مورد آثار اومی‌نویسد:
توران فرهت سبکها و تکنیکهای متفاوت نقاشی را از رئال تا انتزاع، آبرنگ تا رنگ و روغن و میکس مدیا در کارنامه هنری خود دارد. سال ۱۳۸۵، سال گذار از رئالیسم به مدرنیسم در آثار این هنرمند است؛ گذاری که تا کنون و همواره با حفظ المانهای رئالیسم و در هم آمیختن محتوا و تکنیکهای مدرن منجر به پدیدآوردن فضاهایی رنگین، اصیل، عمیق و وهم انگیز در آثار او شده‌است.

## جوایز و کارها
| عنوان             | توضیحات                                                                                           | تاریخ      |
| داور              | جشنواره تابستان رنگی                                                                              | ۱۳۹۷       |
| نفر اول           | دومین جشنواره سراسری هنری باران رحمت                                                              | ۱۳۹۴       |
| لوح هنری          | موزه امام علی                                                                                     | ۱۳۸۵       |
| اثر منتخب         | موزه امام علی با نام «بم، شهر خاموش» جهت حفظ و نمایش در نمایشگاه‌های بین‌المللی به عنوان سفیر دوستی | ۱۳۸۵       |
| نشان هنری         | شهرداری تهران                                                                                     | ۱۳۸۵       |
| هنرمند نمونه      | سازمان بازنشستگی آموزش و پرورش                                                                    | ۱۳۸۵       |
| مشاور و داور هنری | آموزش و پرورش استان تهران                                                                         | ۱۳۸۴       |
| تقدیر نامه        | اولین فستیوال بین‌المللی زنان تهران                                                                | ۱۳۸۳       |
| تصویرگری          | مجله ره آورد تربیت- شماره ۱۰                                                                      | ۱۳۷۹-۱۰-۰۱ |
| طرح و نقاشی       | مجله باران-شماره ۷۲                                                                               | ۱۳۷۹-۰۳-۰۱ |

## نمایشگاه‌های نقاشی
| عنوان                                             | محل برگزاری              | تاریخ |
| آن-نمایشگاه نقاشی فردی                            | گالری کاما               | ۱۳۹۸  |
| کیمیای هنر پارس-نمایشگاه نقاشی گروهی              | گالری صبا                | ۱۳۹۸  |
| باران رحمت - نمایشگاه نقاشی گروهی                 | خانه هنرمندان ایران      | ۱۳۹۴  |
| شرق – نمایشگاه نقاشی فردی                         | نمایشگاه شانگهای مارت    | ۱۳۹۱  |
| مجموعه آثار - نمایشگاه نقاشی انفرادی              | موزه امام علی            | ۱۳۸۹  |
| نمایشگاه و ورکشاپ نقاشی کودکان                    | فرهنگسرای ملل            | ۱۳۸۷  |
| طبیعت آموزگار رنگها- نمایشگاه نقاشی انفرادی       | موزه امام علی            | ۱۳۸۵  |
| ویترای- نمایشگاه گروهی                            | گالری هنری فرهت          | ۱۳۸۴  |
| باتیک - نمایشگاه گروهی                            | گالری هنری فرهت          | ۱۳۸۳  |
| فستیوال بین‌المللی هنری زنان- نمایشگاه نقاشی گروهی | فرهنگسرای نیاوران        | ۱۳۸۳  |
| طراحی از اشعار - نمایشگاه نقاشی انفرادی           | گالری هنری فرهت          | ۱۳۸۲  |
| پایکوبی در مناطق ایران- نمایشگاه نقاشی انفرادی    | گالری هنری فرهت          | ۱۳۸۲  |
| خیریه به نفع ایتام- نمایشگاه نقاشی گروهی          | فرهنگسرای نیاوران        | ۱۳۸۲  |
| طبیعت بی جان- نمایشگاه نقاشی گروهی                | گالری هنری فرهت          | ۱۳۸۱  |
| زن- نمایشگاه نقاشی انفرادی                        | گالری هنری فرهت          | ۱۳۸۱  |
| منظره- نمایشگاه نقاشی گروهی                       | گالری هنری فرهت          | ۱۳۸۰  |
| گل- نمایشگاه نقاشی انفرادی                        | گالری هنری فرهت          | ۱۳۸۰  |
| مجموعه آثار- نمایشگاه نقاشی انفرادی               | گالری هنری کمال الملک    | ۱۳۷۸  |
| موضوع آزاد- نمایشگاه نقاشی گروهی                  | موزه رضا عباسی           | ۱۳۷۱  |
| گل و گیاه- نمایشگاه نقاشی گروهی                   | نمایشگاه بین‌المللی تهران | ۱۳۷۰  |
| موضوع آزاد- نمایشگاه نقاشی گروهی                  | گالری هنری مجموعه آزادی  | ۱۳۶۸  |